# Saujac

Saujac este o comună în departamentul Aveyron din sudul Franței. În 1 ianuarie 2022 avea o populație de 125 de locuitori.